# Датча
Датча (тур. Datça) — город и район в Турции, в провинции Мугла. Район расположен на полуострове Решадие (в античной географии — Книдский полуостров), вытянувшемся почти на 100 километров. Районному центру Датча подчиняется 9 деревень.

## История
В античные времена на этой территории находился город Книд. Впоследствии территория входила в состав Римской империи, Византии, бейлика Ментеше, с XV века — в составе Османской империи. В начале XX века город некоторое время носил название Решадие — в честь султана Мехмеда V Решада.

## Население
Национальный состав: греки — 80 %, турки — 20 %.